# Christine Gozlan
Christine Gozlan (* 16. Juli 1958 in Versailles) ist eine französische Filmproduzentin.

## Leben
Christine Gozlan ist Absolventin des freien Konservatoriums des französischen Kinos in Paris und wurde Mitte der 1970er Jahre als Produktions-Managerin tätig. Anfang der 1980er Jahre kamen Tätigkeiten als Executive Producerin für den Produzenten Alain Sarde hinzu. 2004 gründete sie mit David Poirot ihre eigene Produktionsfirma Thelma Films.

## Filmografie (Auswahl)
- 2000: Tropfen auf heiße Steine (Gouttes d'eau sur pierres brûlantes)
- 2000: Love Me
- 2006: Ein perfekter Platz (Fauteuils d’orchestre)
- 2006: La Californie
- 2009: Affären à la carte (Le Code a changé)
- 2009: Inside Ring (Le premier circle)
- 2010: Donnant Donnant
- 2010: Der Klang von Eiswürfeln (Le Bruit des glaçons)
- 2011: Das Wunder der Natur (La clé des champs)
- 2011: Der Kuss des Schmetterlings (Un baiser papillon)
- 2012: Ziemlich dickste Freundinnen (Mince alors!)
- 2012: Rue Mandar
- 2016: Die Ungezähmte (L’Indomptée)
- 2017: Bonne pomme
- 2020: Les apparences